# 臨床福祉専門学校
臨床福祉専門学校

| 創立 閉校    | 2003年：（平成15年） 2022年：（令和4年） |
| 種別         | 私立                                     |
| 理事長       | 小林光俊                                 |
| 学校長       | 内野滋雄                                 |
| 住所         | 〒135-0043 東京都江東区塩浜2-22-10       |
| 附属施設     | 臨床敬心クリニック 臨床敬心接骨院        |
| ウェブサイト | 臨床福祉専門学校 公式サイト              |

臨床福祉専門学校（りんしょうふくしせんもんがっこう）は、東京都江東区塩浜2-22-10にある専門学校。運営は学校法人敬心学園グループ。令和4年3月閉校（同校キャンパスは、令和2年4月開設の東京保健医療専門職大学に引継）

## 概要
東京都江東区塩浜に所在し、言語聴覚士、理学療法士、柔道整復師を養成する専門学校。東京都知事認可　厚生労働省指定養成施設。
『保健・医療・福祉』の統合・連携により、医療現場で活躍できる理学療法士・言語聴覚士・柔道整復師を養成した。
令和4年 3月　閉校（同校キャンパスは、令和2年4月開設の東京保健医療専門職大学に引継ぎ）

## 沿革
平成15年 4月　東京都練馬区石神井台三丁目25番21号にて開校。
平成15年 6月　介護教員講習会開講

平成16年 2月　第1回　臨床福祉研究学術集会　開催

　　　 　　 10月　『臨床福祉ジャーナル』第1巻　発刊

平成17年 4月　理学療法学科昼間部定員を変更（入学定員80名）

平成20年 3月　特定非営利活動法人　私立専門学校等評価研究機構実施の第三者評価を受ける

平成20年 4月　校舎を東京都江東区塩浜二丁目22番10号に移転

平成20年 3月　臨床福祉学科及び精神保健福祉学科を廃止

平成21年12月　臨床敬心クリニック（言語訓練室）を開設

平成23年 3月　社会福祉士養成通信課程を廃止

平成23年 4月　柔道整復学科（修業年限3年　入学定員60名）を設置

　　　　 　　　　　 臨床福祉専門学校付属　臨床敬心接骨院開院

平成24年 8月　第45回　公益社団法人　全国柔道整復学校協会主催　全国柔道大会

　　　　 　　　　　 男子3部　団体優勝（2部昇格）

平成25年 2月　第10回　敬心学園学術研究会（旧臨床福祉研究学術集会）開催

平成25年 8月　第46回　公益社団法人　全国柔道整復学校協会主催　全国柔道大会

　　　　 　　　　　 男子2部　団体優勝（1部昇格）

　　　　　 　　　　 女子2部　団体準優勝（1部昇格）

平成26年 3月　開校10周年を迎え記念誌を発刊

平成26年 4月　文部科学大臣により、「言語聴覚療法学科」「理学療法学科昼間部・夜間部」が職業実践専門課程として認定される
令和 4年 3月　閉校（同校キャンパスは、令和2年4月開設の東京保健医療専門職大学に引継）

## グループ校
- 日本福祉教育専門学校
- 日本リハビリテーション専門学校
- 日本児童教育専門学校
- 日本医学柔整鍼灸専門学校
- 東京保健医療専門職大学

## 運営主体
- 敬心学園グループ